# سیارک ۱۱۴۱۵۶
سیارک ۱۱۴۱۵۶ (به انگلیسی: 114156 Eamonlittle، نامگذاری:2002VH68) صد و چهارده هزار و صد و پنجاه و ششمین سیارک کشف شده‌است که در ۴ نوامبر ۲۰۰۲ کشف شد.